# Harpers Ferry (Virgínia Ocidental)
Harpers Ferry é uma cidade  localizada no estado norte-americano de Virgínia Ocidental, no Condado de Jefferson.

## Demografia
Segundo o censo norte-americano de 2000, a sua população era de 307 habitantes.
Em 2006, foi estimada uma população de 318, um aumento de 11 (3.6%).

## Geografia
De acordo com o United States Census Bureau tem uma área de
1,6 km², dos quais 1,4 km² cobertos por terra e 0,2 km² cobertos por água. Harpers Ferry localiza-se a aproximadamente 149 m acima do nível do mar.

## Localidades na vizinhança
O diagrama seguinte representa as localidades num raio de 12 km ao redor de Harpers Ferry.